# Ubach over Worms
Ubach over Worms is een voormalige gemeente in het zuiden van de Nederlandse provincie Limburg, bestaande uit de kernen Waubach, Rimburg, Groenstraat, Lauradorp en Abdissenbosch. Sinds 1982 vormt de gemeente samen met Nieuwenhagen en Schaesberg de gemeente Landgraaf. Het gemeentehuis lag in Waubach.

## Geschiedenis
Eeuwenlang was de abdis van het stift Thorn grondsvrouwe van de schepenbank Ubach, terwijl de voogdij werd uitgevoerd door het Land van 's Hertogenrade (Herzogenrath of Rolduc). Sinds de Slag bij Woeringen in 1288 maakte 's Hertogenrade als een van de Landen van Overmaas in personele unie deel uit van het hertogdom Brabant.

Detail Ferrariskaart (1771-1778) met de twee Ubachs, gescheiden door de Worm

De schepenbank Ubach bestond uit twee delen: ten oosten van het riviertje de Worm Ubach-Parochie (of Ubach-Pfarrei, thans Übach-Palenberg) en ten westen van de Worm het Overworms Kwartier of Ubach over Worms. Daartussen lag nog een strook die pas in 1778 werd opgenomen in het Land van 's Hertogenrade: de heerlijkheid Rimburg.
In de jaren 1790 breidde de Franse Revolutie zich tot de Lage Landen uit. Net als in hun eigen land verjoegen de Franse revolutionairen alles wat aan het ancien régime herinnerde. Bestuurlijke structuren werden op de kop gezet, schepenbanken en heerlijkheden werden afgeschaft. Daarvoor in de plaats kwam de gemeente. Op het grondgebied van de voormalige schepenbank Ubach ontstonden twee gemeenten: Ubach (nu Ubach-Palenberg) en Ubach-over Worms.
Nadat Ubach-over-Worms wereldlijk onafhankelijk geworden was werd men dat in 1802 ook kerkelijk. Sinds mensenheugenis maakte het Overworms Kwartier deel uit van de parochie Eijgelshoven in het bisdom Luik. Sinds een goede 100 jaar beschikte men in Waubach over een hulpkerk, het huidige theater Landgraaf aan de Kerkberg. In 1868 werd de Sint-Jozefkerk gebouwd.
Tot aan de nederlaag van Napoleon maakte Ubach over Worms deel uit van het departement Nedermaas. De wijzigingen die daarna ontstonden hadden als gevolg dat de Worm grensrivier werd. Ubach kwam in het Koninkrijk Pruisen te liggen, terwijl Ubach over Worms deel ging uitmaken van het Koninkrijk der Nederlanden. Van 1830-1839 volgde Ubach-over-Worms het grootste gedeelte van Limburg en sloot zich bij de Belgische Revolutie aan. Door het Verdrag van Londen werd de provincie Limburg gesplitst in een Belgische provincie Limburg en een hertogdom Limburg, dat samen met het groothertogdom Luxemburg een lidmaatschap van de Duitse Bond vormde.
Na de Oostenrijkse nederlaag tijdens de Pruisisch-Oostenrijkse Oorlog in 1866 werd de Duitse Bond opgeheven, waarna Luxemburg en Limburg niet meer tot de Noord-Duitse Bond toetraden.
Door de komst van de Fransen was ook de heerlijkheid Rimburg opgeheven en omgevormd tot een gemeente op beide oevers van de Worm. In 1817 werd definitief beslist dat de gemeente Rimburg in een Nederlands en een Pruisisch gedeelte werd opgesplitst. Door deze maatregel ontstond een onzalige situatie van twee gemeentes die ieder voor zich te machteloos waren om zelfstandig te functioneren. Na amper 40 jaar ging de Pruisische gemeente op in Merkstein terwijl het Nederlandse gedeelte nog tot 1886 de zelfstandigheid kon volhouden. Daarna werd Rimburg onderdeel van Ubach-over-Worms.

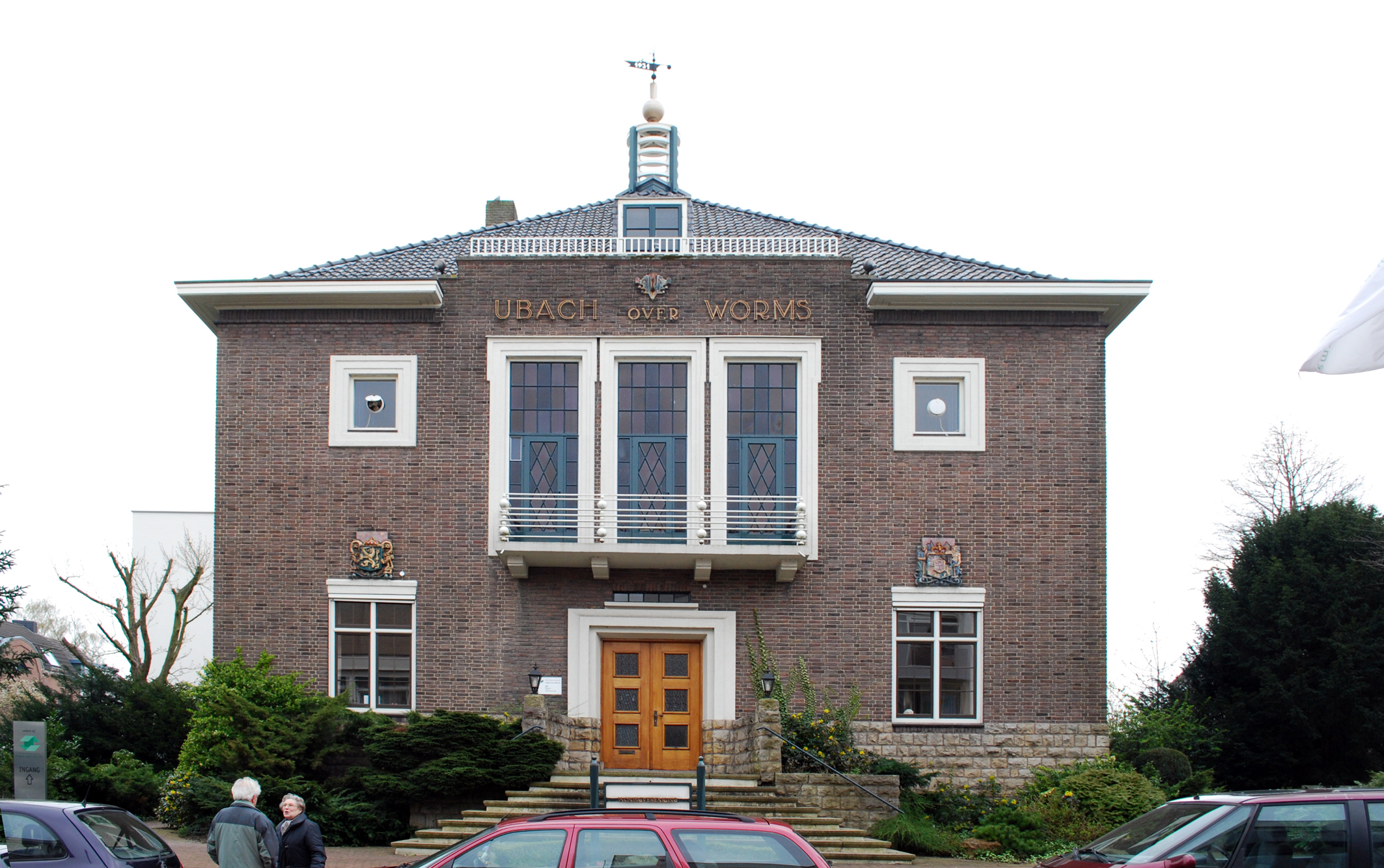
Voormalig gemeentehuis van Ubach over Worms, Nederland

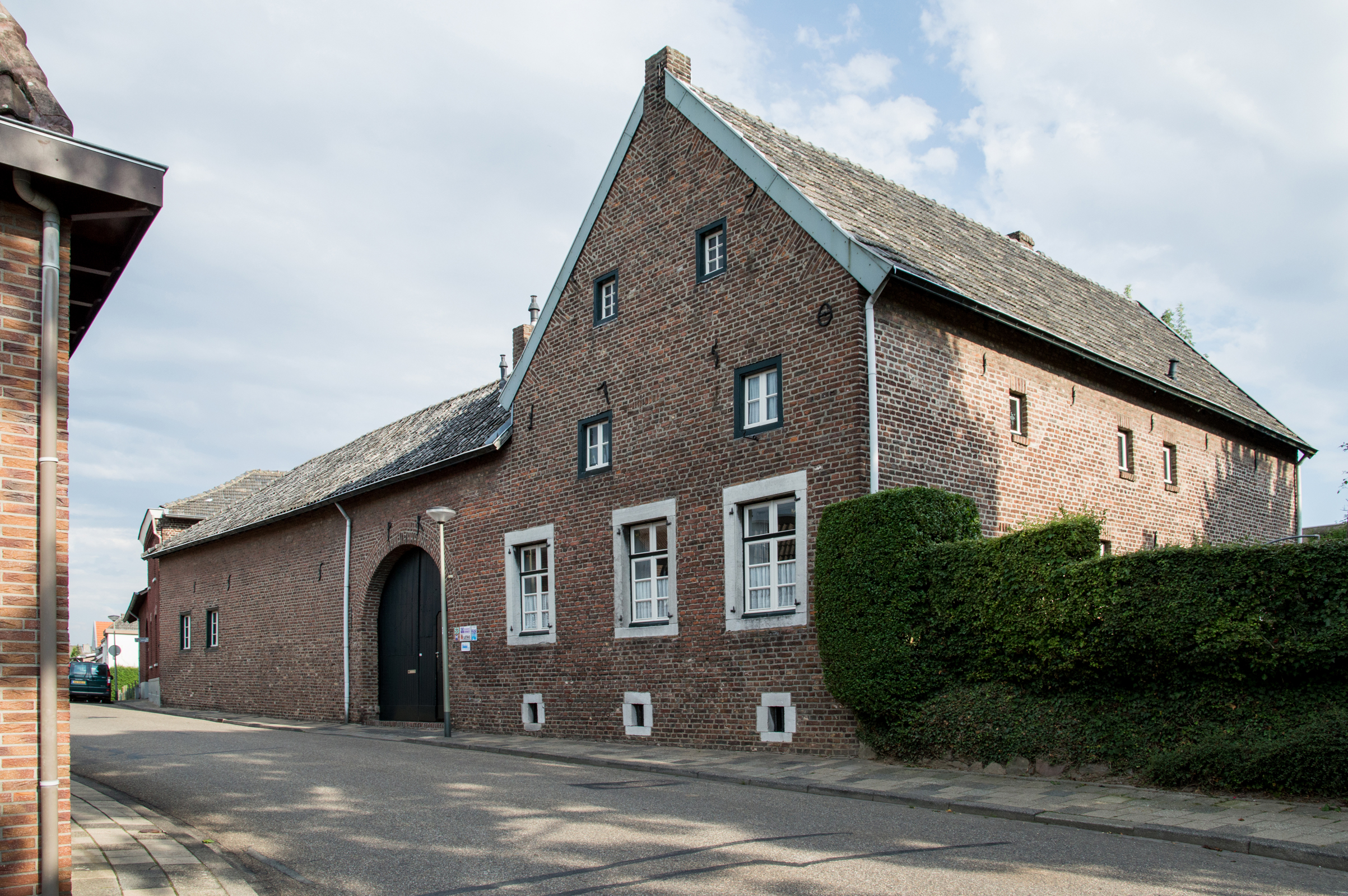
Boerderij uit 1750

In 1975 werd besloten de naam van de gemeente tevens te gebruiken als plaatsnaam, de meeste kernen zijn aaneengesloten en vormen samen één plaats, hoewel nog steeds met aparte dorpskernen.
Terwijl Rimburg zijn dorps en landelijke karakter in het dal van de Worm behouden heeft, zijn Waubach en Groenstraat mede als gevolg van de steenkoolwinning in het naburige Eygelshoven (mijnen Laura en Julia) meer verstedelijkt. Zoals in de gehele Oude of Oostelijke Mijnstreek nam in de decennia voor de Tweede Wereldoorlog het bevolkingsaantal sterk toe. Om de bevolkingsaanwas op te vangen ontstonden er nieuwe wijken: Abdissenbosch en het planmatige Lauradorp. Ook in de tweede helft van de 20ste eeuw moest men blijven bouwen om de groeiende bevolking een dak boven het hoofd te kunnen bieden. Door Parkheide en Namiddagse Driessen groeide Abdissenbosch aan Waubach vast, terwijl ten oosten van de Europaweg-Zuid de zogenaamde "Onkruidenbuurt" ontstond.
In de jaren zeventig kwam er vanuit Maastricht (de uit Nieuwenhagen afkomstige commissaris van de koningin Sjeng Kremers) en Den Haag (de toenmalige minister van Binnenlandse Zaken, Hans Wiegel) het plan tot een gemeentelijke herindeling in Zuid-Limburg. Vooral in Schaesberg, Ubach-over-Worms en Nieuwenhagen ontstond hevige commotie. Het meeste nog wel in Ubach-over-Worms, waar men vooral voor de eigen zelfstandigheid ging. Toen men in de drie gemeenten inzag dat de eigen zelfstandigheid geen redelijke kans tot slagen had zette men in op een gezamenlijke gemeente van eerst Eygelshoven, Nieuwenhagen, Schaesberg en Ubach-over-Worms (ENSU) en later Schaesberg, Ubach-over-Worms en Nieuwenhagen (SUN). Omdat fantasienamen in Nederland niet zijn toegestaan, greep men terug op gemeenschappelijk kenmerken van alle drie de gemeenten: de eeuwenoude Landgraaf.
Nadat de Tweede Kamer in februari 1981 Hoensbroek ten faveure van de drie SUN-gemeenten liet vallen, was met ingang van 1 januari 1982 de gemeente Landgraaf een feit.
Qua oppervlakte is de kern Ubach-over-Worms de grootste van de drie kernen. Bij het bevolkingsaantal staat men op plaats 2 met ruim twaalfduizend inwoners.